# Nikkor
La Nikkor è la sussidiaria della Nikon Corporation, fondata nel 1932 come divisione per il settore di sviluppo e produzione ottica e obiettivi fotografici.

## Storia
Fu costituita nel 1932 con la collaborazione dell'ingegnere tedesco Heinrich Acht con il capo del Dipartimento sviluppo obiettivi di Nikon, Sunayama.
Il primo obiettivo prodotto e commercializzato è un Nikkor 50 mm, con apertura focale f/3,5. Questo fu seguito da un 50 mm più luminoso f/2,0. Entrambi avevano un attacco a vite di tipo S per le fotocamere di piccolo formato a telemetro, derivate dalla Leica europea.
Non disponendo ancora di una macchina fotografica adeguata, anche altri produttori giapponesi, tra cui Canon, adottarono gli obiettivi Nikkor.

## Nomenclatura
Una caratteristica importante di un obiettivo è che il nome fornisce gran parte delle informazioni sulle sue caratteristiche tecniche, in alcuni casi (quelli moderni) anche del formato fotografico a cui si riferisce. Le informazioni sono state standardizzate e sono sempre nello stesso ordine che segue l'importanza del parametro. 
Un obbiettivo Nikkor con la sigla AF-S 18-70mm f/3.5-4.5G DX ED IF, è un obiettivo con lunghezza focale variabile in modo continuo da 18 a 70 mm (quindi è uno zoom), con luminosità massima variabile di ƒ/3,5 a 18mm e ƒ/4,5 a 70mm ad apertura del diaframma controllata direttamente dal corpo macchina (G), progettato per fotocamere digitali a sensore ridotto (DX), provvisto di una o più lenti a dispersione ottica ridotta (ED - extra-low dispersion ), e con un autofocus silenzioso e interno (IF). 
La quasi totalità delle ottiche Nikkor/Nikon per fotocamere a pellicola (perlopiù reflex), sono progettate per il formato Leica 24x36, mentre le ottiche per fotocamere digitali, sono progettate per i diversi formati dei sensori, dal full-frame ai più piccoli APS-C e 1 pollice.
Di seguito vengono elencati e descritti i principali codici:
- Pre-AI - Prima serie di obiettivi manual focus per fotocamere reflex Nikon. A volte indicati anche con le sigle Non-AI oppure F (in riferimento alla baionetta F comune a tutti gli obiettivi Nikon). Lanciati con la fotocamera Nikon F, sono ancora utilizzabili su corpi più recenti (Nikon FA, FG, FE, ecc) previa modifica meccanica dell'anello di accoppiamento. Montare un obiettivo Pre-AI non modificato su un corpo recente può infatti causare dei danni. Gli obiettivi modificati sono detti AI modified.
- AI'd - Designa gli obiettivi Nikkor della serie Pre-AI con anello dei diaframmi modificato per permetterne l'accoppiamento con l'esposimetro dei corpi recenti.
- AI - Automatic Index (indice automatico). Designa la seconda serie di obiettivi manual focus (focus manuale) per le fotocamere reflex.
- AI-S - Un aggiornamento della serie AI introdotto nel 1981. Meccanicamente e otticamente uguali agli obiettivi della serie precedente, gli AI-S presentano un indice sull'anello di accoppiamento che ne consente il riconoscimento automatico (in particolar modo della lunghezza focale dell'obiettivo) da parte di alcune fotocamere elettroniche per la corretta impostazione dei tempi nella modalità Program.
- AI-P - Obiettivi a fuoco manuale della serie AI, dotati di CPU come la serie AF. Questi obiettivi possono essere montati sui corpi autofocus mantenendo attive le funzioni che, su alcuni corpi macchina, vengono altrimenti perse, come l'esposimetro o la misurazione matrix.
- AF - Autofocus. Designa gli obiettivi progettati per i corpi autofocus nelle quali il movimento di focheggiatura è ottenuto mediante una vite sulla baionetta mossa da un motore all'interno del corpo macchina.
- AF-I - Autofocus-Internal (autofocus interno). Obiettivi dotati di un motorino DC interno per il movimento di messa a fuoco. Usato solo su alcuni lunghi teleobiettivi a partire dal 1992. Sostituito nel 1996 dal sistema AF-S.
- AF-S - Autofocus-Silent (autofocus silenzioso). Utilizza la tecnologia SWM (Sonic Wave Motor) per rendere più silenziosa e veloce la messa a fuoco, analogo alla tecnologia USM (Ultrasonic Motor) di Canon.
- AF-P - Autofocus-Pulse (autofocus con motore a pulsione). Utilizza un motore passo (la "P" sta anche per stepper ) per effettuare la messa a fuoco a passi (step); è ancora più silenzioso e veloce degli AF-S. Questo tipo di obiettivi è compatibile coi corpi macchina introdotti dal 2013 in poi. Per usarlo sui corpi digitali degli anni precedenti, occorre aggiornare il firmware della fotocamera in oggetto. Sulle reflex a pellicola è completamente inutile, dato che la messa a fuoco manuale non è disponibile con questo tipo di ottiche.
- ED - Lente a bassissima dispersione (Extra-low Dispersion). Riduce l'aberrazione cromatica.
- IF - Internal Focus (Autofocus interno). La messa a fuoco sposta solo le lenti interne, in modo che l'obiettivo non cambi lunghezza.
- DX - Obiettivo progettato per i sensori formato ridotto APS-C presenti su alcune fotocamere reflex digitali di casa Nikon.
- VR - Vibration Reduction (riduzione delle vibrazioni). Usa speciali lenti VR per ridurre le vibrazioni della fotocamera (vedi: micromosso). Alcuni di questi obiettivi supportano il panning orizzontale, stabilizzando solo la vibrazione verticale. VR è analogo alle tecnologie IS (Image Stabilizer) di Canon e AS (Anti-shake) di Minolta, sebbene quest'ultima sia associata alle fotocamere e non agli obiettivi.
- CRC - Close Range Correction è una caratteristica implementata su obiettivi grandangolari Nikon e Nikkor. Consiste nella correzione delle distorsioni ottiche tipiche delle lenti grandangolari (distorsione a barilotto).
- D - Distance/Dimension. Indicato dopo il numero di f-stop. Significa che l'obiettivo è capace di usare la funzione "RGB Matrix Metering" ovvero fornisce alla fotocamera informazioni sulla distanza del soggetto.
- G - Indica che l'apertura dell'obiettivo è controllata dal corpo macchina (solo per corpi macchina automatici). Ha le stesse caratteristiche degli obiettivi D, ma non ha la ghiera del diaframma.
- Micro - Indica che l'obiettivo consente la macrofotografia, ovvero la ripresa di piccoli soggetti (per esempio insetti, fiori) da distanze ravvicinate.
- II - Indica l'aggiornamento ad una nuova versione di tutta l'ottica, per esempio AF-S NIKKOR 70-200mm f/2.8G ED VR II. In altri contesti, viene usato come consueto in ambito industriale per specificare l'aggiornamento di una tecnologia, tipicamente VR-II. Questo uso non genera ambiguità nell'interpretazione dei nomi, anche se può causare confusione: per esempio, non risulta evidente quali modelli adottino la versione II del sistema VR.
- Z - Indica che l'obiettivo è destinato all'uso su macchine mirrorless della serie Nikon Z.